# Komitas
Répertoire
liturgie arménienne et folklore de Transcaucasie.
Scènes principales
Sainte-Etchmiadzin, Pleyel cathédrale arménienne de Paris.
Soghomon Soghomonian (Սողոմոն Սողոմոնեան), en religion Gomidas (Komitas en arménien oriental), est un prêtre apostolique et chantre arménien né en 1869 dans l'Empire ottoman et mort en 1935 à l'hôpital psychiatrique de Villejuif.
Docteur en théologie et en musicologie, Komitas est le restaurateur des modes musicaux originaux caractéristiques des rythmes de la langue liturgique arménienne que dénaturait l'harmonisation polyphonique imitée de l'Occident et encouragée par le clergé depuis le XVIIIe siècle. Il est aussi un des premiers ethnomusicologues arméniens et a collecté plus de trois mille chants de la tradition populaire, arménienne ou pas. Baryténor admiré de son vivant, pianiste accompli et familier de différentes sortes de bois, il est enfin un compositeur et poète au service d'une foi mystique qui rapproche le cœur de la nature. Ses concerts choraux et ses conférences pédagogiques lui ont servi à illustrer l'emploi de la technique vocale occidentale à l'interprétation de la monodie traditionnelle. Cette double œuvre, de conservateur et de créateur artistique, est à l'origine à la fois de la sauvegarde et du renouveau de la musique arménienne.

Plus que la figure vénérée de la culture arménienne dont le destin personnel tourmenté se confond avec le génocide arménien, Komitas est un musicien moderne qui a su utiliser ses découvertes scientifiques pour créer une musique polymodale et polyrythmique, sans cesse explorée par des compositeurs d'avant garde. 

« Toi, Mesrop Machtots de notre chant,
Tu es les lettres arméniennes du chant arménien. »

## Biographie

### Le salut par sa voix

#### 1869-1880: jeunesse - situation d'orphelin

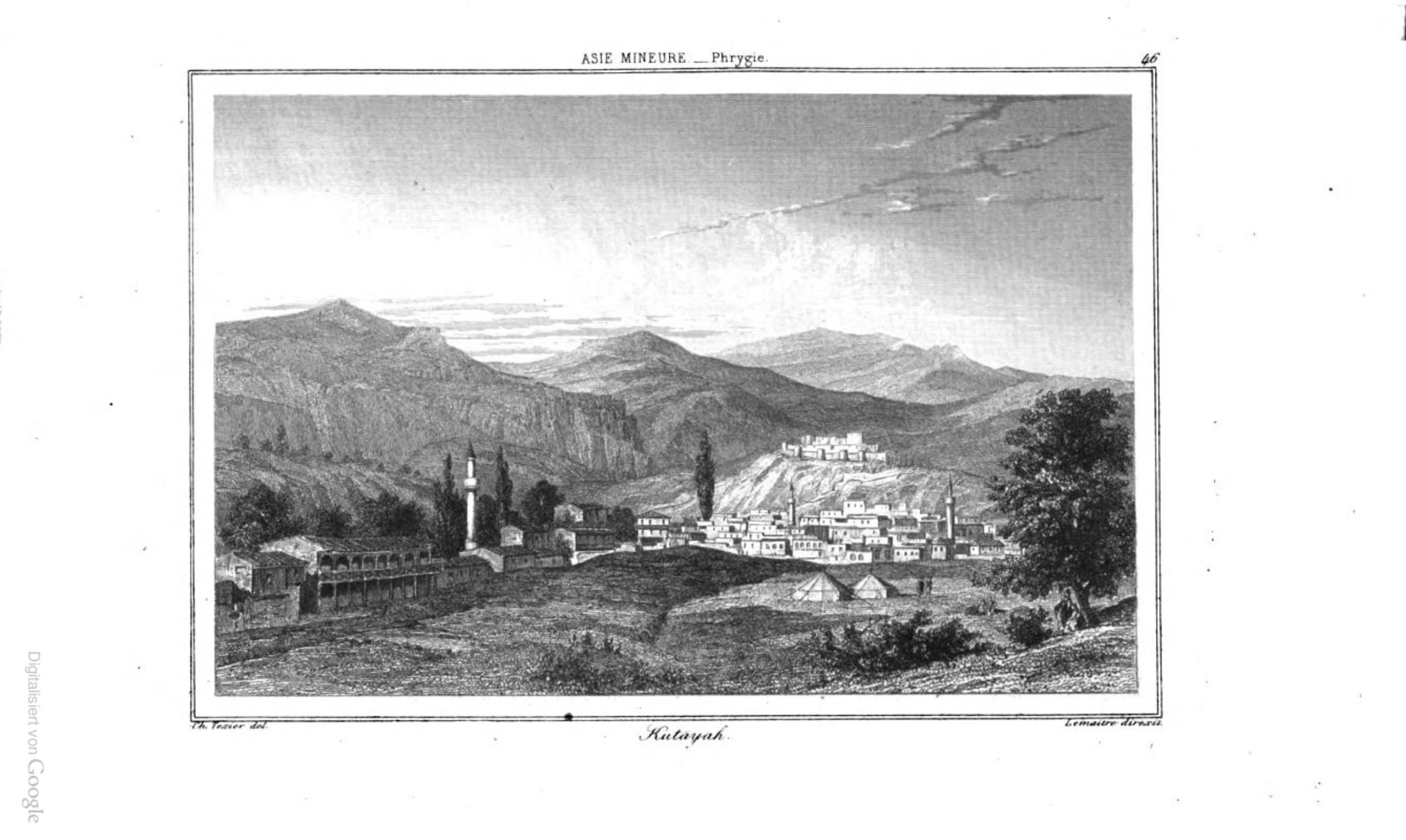
Kütahya, gravée avec ses trois mosquées et son acropole fortifiée par Charles Texier quatre ans avant que Soghomon Soghomonian n'y naisse.

Soghomon, i. e. Salomon, nait dans une famille modeste, mais aisée, de cordonniers. Ses deux parents, Kevork (c'est-à-dire Georges) et Takuhi parlent, mais aussi chantent et composent en turc, seule langue courante de la province de Kütahya, l'antique Cotyaeum de la Phrygie salutaire où ont immigré ses ancêtres, originaires de Tsagna (en), quand au début du XVIe siècle le Goght'n (en), province du Vaspourakan, a été vidé de sa population chrétienne par l'émir de Nakhitchevan et le chah Abbas. Sa mère meurt quand il a six mois. Il est élevé par sa grand-mère paternelle, Mariam, et l'autre belle-fille de celle-ci, elles aussi turcophones.
En 1873, l'Anatolie est frappée par la sécheresse et des inondations. Deux années de famine plongent la région et la famille de Soghomon dans la pauvreté. À onze ans, en 1881, au terme de l'école primaire, il est envoyé chez ses grands-parents maternels à Brousse, chef-lieu du département, pour poursuivre ses études. La mort de son père, emporté par l'alcoolisme, le ramène quelques mois plus tard à Kütahya, où il déserte le foyer de son oncle paternel, Harutyun, malgré l'affection qu'on lui témoigne. Il traîne dans les rues.

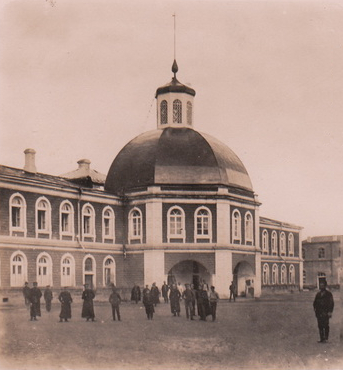
Le Séminaire Gevorkian auquel sa tante confie l'orphelin Soghomon de l'âge de onze ans jusqu'à ses vingt-deux ans.

Ayant accompagné son père et son oncle dans le service dominical, Soghomon a été remarqué pour son intelligence et sa voix par le prélat de la paroisse, Georg Derdzakian. Quand celui-ci s'en va au Saint-Siège de l'Église orthodoxe arménienne pour être ordonné évêque, il emmène l'enfant de chœur avec lui pour répondre à une requête du catholicos Gevorkian IV. Ce dernier a décidé, peu avant de mourir, d'ouvrir à des orphelins vingt places dans le séminaire qu'il a fondé en 1874. Le Saint-Père, sur le point de révoquer un candidat qui ne parle pas arménien et ne comprend pas les questions posées, se ravise quand il entend, ému aux larmes, l'adolescent chanter un cantique arménien appris auprès de son père, Looys Zevart (joyeuse Lumière).

#### 1881-1894: séminariste
Sélectionné, Soghomon intègre le séminaire Gevorkian le 1er octobre 1881. Il étudie à Etchmiadzin onze années durant, remarqué d'emblée comme la plus belle voix du séminaire.
En 1885, le chœur est formé par le chef et ethnomusicologue Christophore Kara-Mourza (ru). Bientôt, Komitas se prend d'intérêt pour l'ancien système arménien de solfège et d'interprétation neumatique, les khaz. Il l'applique à la notation de chants qu'il va à son tour recueillir auprès des paysannes de la région alentour, l'Ayrarat. Pour les restituer, il crée une chorale en marge du service liturgique avec certains de ses condisciples, dont Arménak Chakhmouradian (ru), le nouvel enfant soliste arrivé en 1886 qui tient la voix de soprano et deviendra dans l'entre-deux-guerres son plus célèbre interprète.

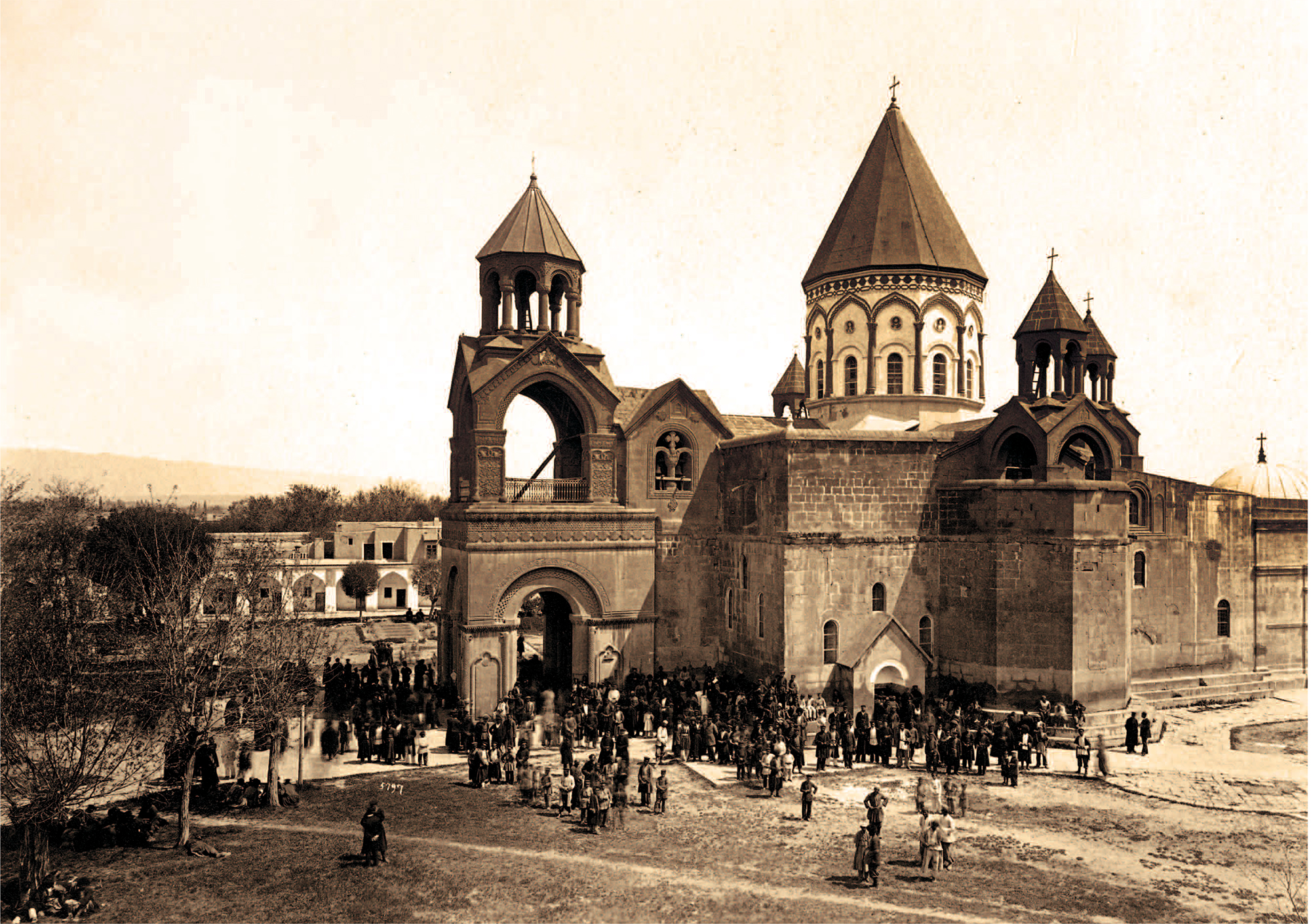
Sainte-Etchmiadzin, la cathédrale dont le diacre Soghomon est le cantor en titre à partir de 1893.

Il est ordonné diacre (sargavak) pour ses vingt-et-un ans, en 1890. L'année suivante est publié pour la première fois, dans Ararat, le journal officiel du Saint-Siège, un résultat emblématique de ce qui sera une part primordiale de son œuvre, une harmonisation qui rompt avec la mode occidentale de ses prédécesseurs et restitue l'authenticité d'un hymne paraliturgique oublié, Azkaïn orhnerk : « Du cœur de tout Arménien jaillit une prière. Écoute-la, Seigneur, et accorde longue vie au Patriarche ». En 1893, il est nommé maître de chapelle de la cathédrale Sainte-Etchmiadzin. Il publie le résultat de ses années de recherche en ethnomusicologie l'année suivante.
Le 11 septembre 1894, il est consacré hiéromoine novice (apegha). Il reçoit à cette occasion du catholicos Khrimian le nom de Komitas. Ce nom en religion est choisi en référence à Komitas d'Aghdsk, catholicos et compositeur du VIIe siècle, dont l'impétrant promet de réincarner la voix célèbre pour sa beauté et les qualités de compositeur. Jusqu'au début du siècle suivant, il se fera appeler Komitas Gevorkian.

#### 1895-1899: formation supérieure à Tiflis et Berlin
Par une diligence expresse du catholicos Khrimian, Komitas est envoyé l'année suivante à Tiflis, loin des massacres hamidiens, étudier auprès de Makar Yekmalyan (en), un élève de Rimsky Korsakov issu lui aussi du séminaire Gevorkian. En 1896, il est gratifié du titre de Vardapet (parfois transcrit Vertapet, ou encore Vertabed). Équivalent à un doctorat de théologie réservé aux archimandrites, ce titre, très peu usité depuis des siècles, est réhabilité pour lui.
Sa Sainteté Khrimian obtient du magnat du pétrole et mécène dévoué à sa cause Alexandre Mantacheff une bourse pour envoyer Komitas étudier à Berlin. Celui-ci s'inscrit en avril 1896 au conservatoire privé de Richard Schmidt, où il perfectionne sa pratique du piano et de la direction de chorale et apprend la composition. Parallèlement, il suit à partir d'octobre les cours de la faculté d'esthétique et théorie musicale de l'université Frédéric Guillaume. Il en sort trois ans plus tard, en 1899, docteur en musicologie.
Il est l'un des premiers membres de l'Internationale Musikgesellschaft que son professeur d'université Oskar Fleischer a fondé en 1898 et qui est devenue, avec ses sections parisienne et londonienne, la Société internationale de musique ou International Music Society. Les publications de la société savante, Zeitschrift der internationalen Musikgesellschaft et Sammelbände der Internationalen Musikgesellschaft, recueillent des travaux de recherches sur les chants du Moyen Âge et leur notation neumatique ainsi que leur supposée origine hellénique.

#### 1900-1906: cantor du Saint-Siège et scribe de la tradition populaire

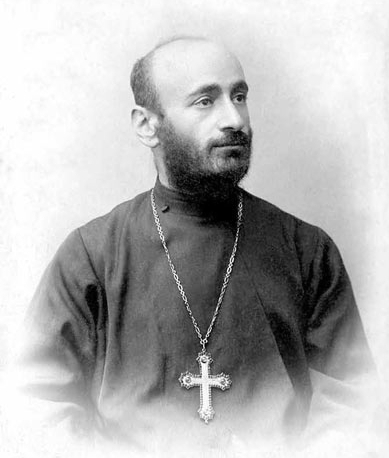
Le vardapet « Komitas Gevorkian » soutenu en 1902 par Sa Sainteté Khrimian contre ses détracteurs.

Au terme de cette année 1899, il retourne à Etchmiadzin pour y prendre un poste de professeur de musique au sein du séminaire Gevorkian et reprend avec passion la collecte de chants traditionnels. Aidé de séminaristes tels Manouk Abeghian (ru), Eruand Ter-Minassian ou Garegin Levonian, il en recueille quelque mille deux cents au cours de multiples voyages à travers l'Arménie.
Komitas adopte une démarche méthodique, dans l'observation, allant jusqu'à se cacher pour ne pas altérer l'authenticité des chansons, dans la notation, qui indique jusqu'à la gestuelle. Il découvre la pratique du chant polyrythmique et monodique, le plus souvent au cours des jeux que les jeunes filles font entre elles ou des fêtes religieuses. Il analyse les reliquats des modes musicaux archaïques. Il observe le rôle du chant et la genèse de la chanson dans le quotidien. Ce qui est perçu aujourd'hui comme le témoignage ultime d'une civilisation exterminée paraît alors n'être qu'une pratique musicale « rustique » indigne aux yeux mêmes des paysans arméniens de faire l'objet de l'étude d'un savant. Le 15 janvier 1902, Sa Sainteté Khrimian, reconnaissante, lui confère le Šurdzar fleuri.
Dès 1903, son travail est en butte aux critiques. Parce qu'il mêlerait religion et études scientifiques, celui-ci est dénoncé comme de la complaisance pour les aspects les plus arriérés de la civilisation et un frein à l'émergence d'une Arménie nouvelle. Cela ne l'empêche pas de faire paraître en 1904 la première anthologie de chants kurdes. Pour faire connaître son travail, il prépare un voyage à travers l'Europe et passe une partie de l'été 1906 au monastère d'Haritch.

### Hiéromoine dans le siècle

#### 1906-1907: tournées en Europe
En 1906, il part en tournée, en Russie, en Italie, en Autriche, en Suisse, en Allemagne, puis à Paris, où il est accueilli par son jeune camarade de séminaire, le ténor Armenak Chakhmouradian (ru), et les collègues de celui-ci, Marguerite et Chouchanik Babaïan. Les deux concerts donnés à la Salle des Agriculteurs de France, 8 rue d'Athènes, et à l'École d'Art sont applaudis avec enthousiasme. Le musicologue Louis Laloy écrit dans Le Mercure Musical, bulletin de la section française de l'Internationale Musikgesellschaft qu'il dirige avec Jules Écorcheville : 

« Ce concert a été une révélation et un émerveillement… Aucun de nous ne pouvait soupçonner les beautés de cet art, qui n'est en réalité ni européen ni oriental, mais possède un caractère unique au monde de douceur gracieuse, d'émotion pénétrante et de tendresse noble… Il y a du soleil dans ces chants… Et le R.P. Komitas, qui n'a pas craint de venir chanter lui-même des mélodies liturgiques a atteint, dans le morceau correspondant à notre Stabat Mater, une intensité d'émotion qui allait presque jusqu'aux larmes et lui a valu une ovation. Rien de plus touchant que de le voir s'incliner avec douceur et dignité sous le grand capuchon noir, puis se rasseoir à l'orgue Mustel et reprendre la dernière strophe qu'il chante presque à voix basse, dans le secret des grandes douleurs, avec des accents de compassion prosternée et de gravité recueillie, qui font sentir à l'âme la présence divine… »

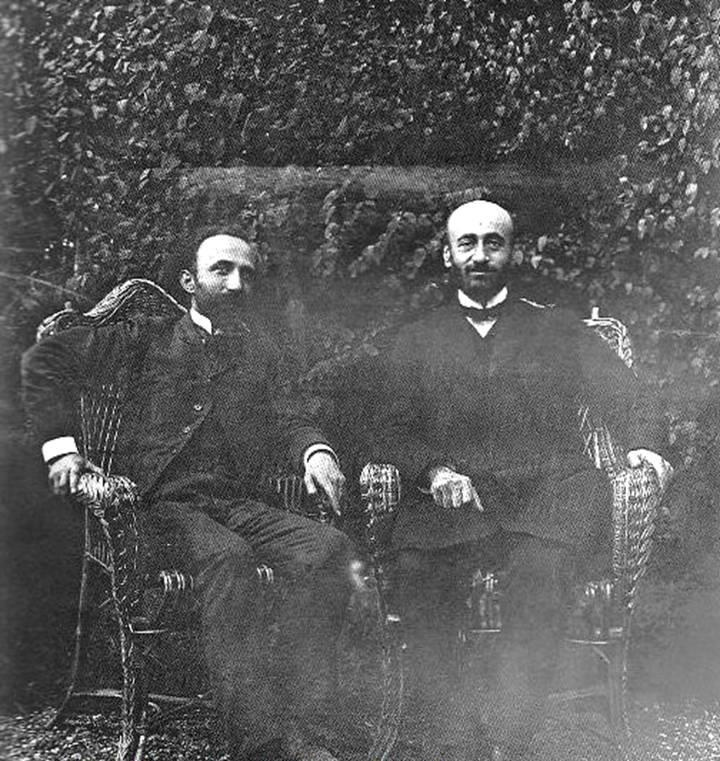
Komitas et Archag Tchobanian le 17 août 1907.

Le 16 avril 1907, il participe salle Pleyel à un concert de chansons et danses populaires d'Arménie, Russie, Grèce et France organisé par Louis Laloy au profit des victimes de la famine qui sévit alors en Arménie. Les musiques, chantées par les Babaïan, eux aussi membres de la SIM, avaient été harmonisées par des aventuriers engagés dans le renouveau de la musique par le folklore, Komitas lui-même, Rimski-Korsakoff, qu'une ischémie cardiaque est sur le point d'emporter, le pianiste Balakireff, ex-assistant du précédent qui vit depuis trente-cinq ans reclus dans une paranoïa slavophile et antisémite, l'ethnomusicologue Liapounoff, autre virtuose disciple de ce dernier, Ravel, alors jeune espoir de la composition moderne, Indy, patriote chrétien et monarchiste qui a fondé la Schola cantorum, le musicologue Tiersot, promoteur de la culture des peuples colonisés.
C'est également dans le cercle de la diaspora de Paris que Komitas rencontre le poète Archag Tchobanian, qui se prête gracieusement au rôle d'interprète et traducteur. Une amitié se noue entre les deux hommes, et une admiration réciproque, durable. En juin 1907, ils se rendent ensemble en Suisse pour donner des concerts et des conférences à Berne, Zurich, Genève. À Lausanne, ils rencontrent Roupen Sévag, encore jeune poète et étudiant en médecine.

#### 1908-1909: rupture avec la vie monastique
De retour à Etchmiadzin, Komitas s'y sent paradoxalement mal venu. La mort en 1907 de Khrimian le prive d'un soutien. L'attitude du nouveau catholicos Mathéos à son égard est sans rapport avec celle de son prédécesseur. Komitas subit les critiques d'un clergé conservateur, critiques attribuées par certains biographes à la jalousie.

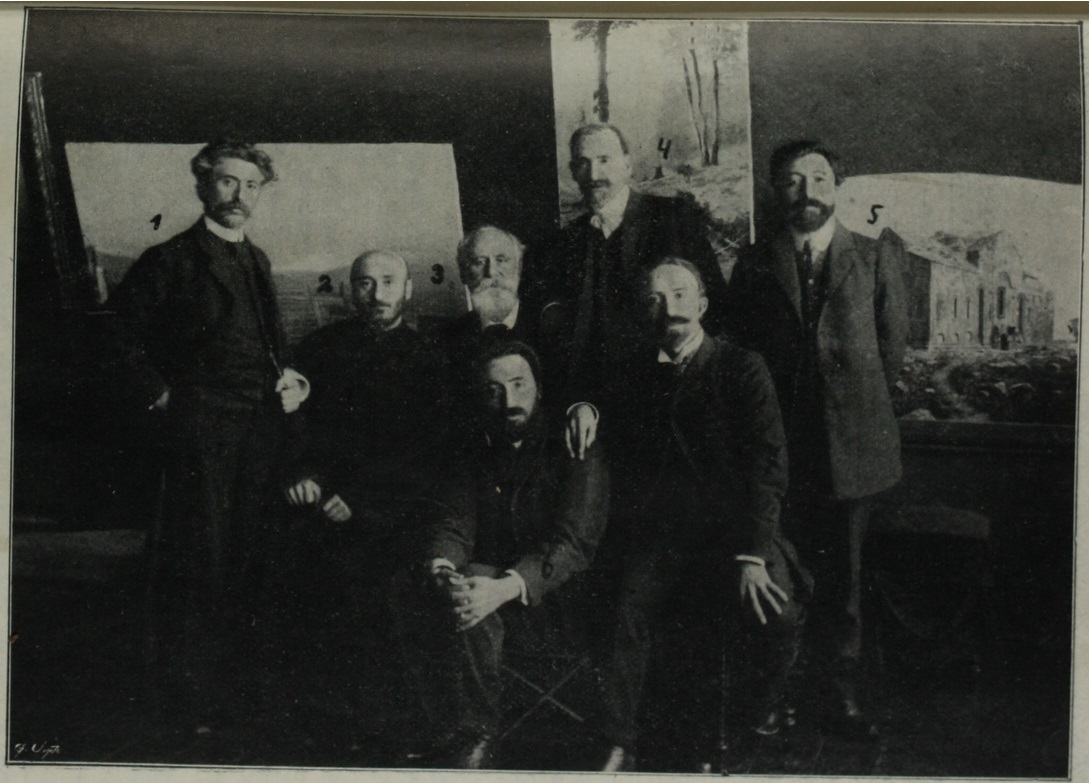
Komitas en 1910 à Tiflis avec les chefs de file du renouveau intellectuel arménien.

En revanche, il est accueilli dès 1908 par le cercle intellectuel qui réunit à Tiflis Ghazaros Aghayan, Vrtanes Papazian, Levon Chant, Gevorg Bachinjaghian, Hovhannes Toumanian et Avetik Issahakian. Il est présenté à la chorale du diocèse arménien de Tiflis, la chorale Ekmalian, et noue une relation platonique avec la très jolie soliste, Margarid. Dotée d'une voix magnifique, elle est de cinq ans sa cadette et ne cachera pas son amour, non sans causer un certain tort à la réputation du hiéromoine. En ne se mariant pas, elle restera fidèle jusqu'à sa mort, en 1968, à travers un abondant échange épistolaire, partiellement censuré.
À Etchmiadzin, Komitas se plaint d'être privé par ses frères de la sérénité nécessaire à la « noble tâche » à laquelle il aspire. Il en fait part par écrit le 5 septembre 1909 au catholicos Matthieu II. Il demande à Sa Sainteté de l'affranchir, à quarante ans, des vœux qui le lient au séminaire Gevorkian et de lui accorder l'higouménat de Sevank, monastère à la fois prestigieux et isolé, ce qui ne l'aurait pas libéré du célibat.

#### 1910-1915: ambassadeur itinérant de la culture arménienne

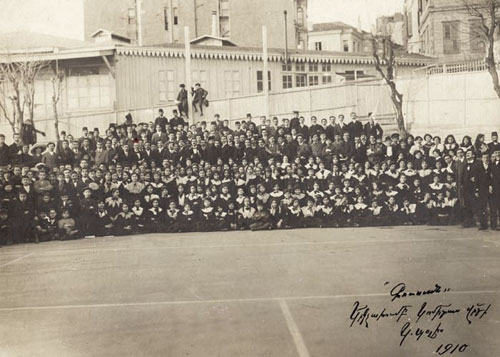
Le chœur Goussan, créé par Komitas, en 1910 dans la cour de l' à Constantinople.

Finalement, Komitas décide de Modèle:Retourner dans le siècle et de vivre de son métier. Il s'établit en 1910 à Pangalti (en), banlieue levantine de Constantinople, où l'espoir suscité par l'avènement de la Deuxième constitution ottomane (en) a fait revenir un grand nombre d'exilés, tel Siamanto, espoir déçu dès 1909 par les massacres d'Adana. Il y invente une vie d'artiste studieux dans une maison qu'il partage avec le peintre et futur résistant Panos Terlemezian. Terlemezian donne des leçons de dessin et de peinture dans ce qui lui sert d'atelier. Komitas, quant à lui, faute de moyens pour fonder le conservatoire qu'il aurait voulu, doit se contenter de donner des cours particuliers de musique à six élèves.
La chance vient des sœurs de l'Immaculée Conception (en) qui animent le gymnasium du quartier, l'école Mihitaryan (de). Pour les trois cents élèves, Komitas est chargé d'organiser une chorale, qu'il baptise du nom signifiant « chanteur ambulant », le Chœur Goussan. Le patriarche Hovhannes, ex-enseignant, s'oppose à ce que le chœur se produise en dehors de la liturgie. Komitas passe outre et emporte un grand succès auprès du public, composé de parents et de fidèles.

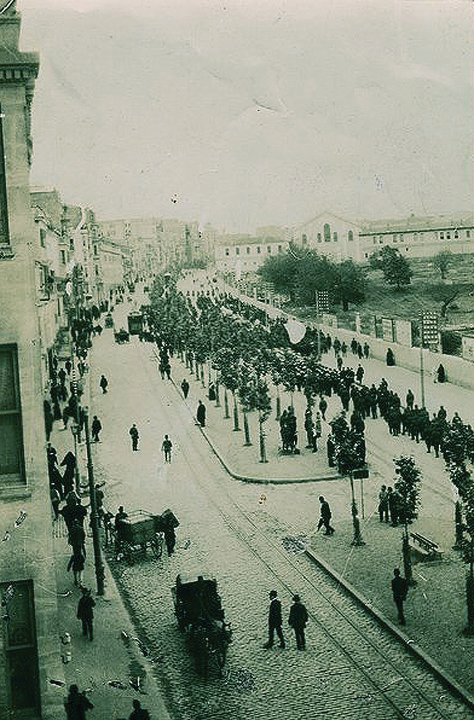
Le quartier européanisé où habite Komitas à Constantinople, entre la mission française Notre Dame de la Paix et le cimetière arménien.

Il anime des chœurs à Smyrne, à Alexandrie, au Caire, contribuant à l'illustration de la culture arménienne à travers l'Empire ottoman. Le chœur Goussan multiplie les concerts, qu'il présente en ces termes : « Nous avons personnellement transcrit ces mélodies telles que les paysans les chantent dans les villages. Dans l'harmonisation, nous avons eu le constant souci de maintenir le caractère et le style de cet art particulier qui se révèle dans les mélodies rustiques et qui porte un cachet nettement national ».
Komitas compose des chants laïcs et publie. En 1912, il achève sa collation de la Divine Liturgie du rite arménien, dont l'harmonisation, qui s'est imposée depuis, n'est pas la moindre de ses œuvres. Il fait paraître un article relatif à l'identité musicale arménienne. Cependant, ses rapports avec la critique restent conflictuels. Il accuse un certain D. Khatchont, auteur en 1910 d'une compilation de ses recherches sur les poètes religieux arméniens, d'avoir plagié un article qu'il a publié douze ans plus tôt dans la revue Ararat.
Il voyage, souvent avec Terlemezian, à travers l'Empire ottoman, toujours afin de recueillir les chants traditionnels locaux, arméniens, mais aussi kurdes, persans et turcs. En juin 1913, il est à Batoumi, d'où il se rend pour deux mois auprès du catholicos Georges V à Etchmiadzin. Il y retrouve Spiridon Melikian (ru), lequel, sur ses traces, a recueilli soixante chants populaires.

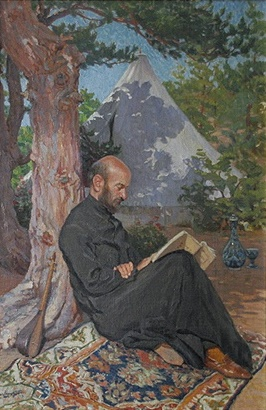
Komitas peint par Panos Terlemezian en 1913.

Il poursuit également son activité de conférencier, notamment au cours de longs séjours à Berlin en 1913 puis à Paris en 1914 pour le congrès de la Société internationale de musique, qui se tient durant la première quinzaine de juin, congrès qui sera le dernier avant la guerre. Il donne un concert et une conférence à la cathédrale Saint Jean Baptiste de la rue Jean-Goujon. Claude Debussy, intime du directeur de la section française de la SIM Louis Laloy, complimente Komitas : « Je m'incline devant votre génie ».
Les enregistrements sur gramophone présentés à cette occasion de la Divine Liturgie et plus généralement l'étude et la diffusion de celle-ci à des fins non religieuses ne sont pas du goût du Conseil des évêques de l'Église arménienne. Celui-ci adresse un avis au catholicos Georges V de prononcer la condamnation de Komitas.

### La «Catastrophe»

#### 24 avril - 30 mai 1915: arrestation et déportation
Le 3 avril 1915, alors que l'Empire ottoman est entré dans la Première Guerre mondiale aux côtés du IIe Reich depuis cinq mois et trois jours, Komitas donne à Constantinople un de ces concerts, qui reçoit un accueil particulièrement enthousiaste. Trois semaines plus tard, dans la nuit du samedi 24 avril, soit quelques heures avant le débarquement allié qui se prépare à trois cents kilomètres au sud-ouest dans les Dardanelles, il est pris dans la rafle qui inaugure le génocide arménien.
Il est incarcéré trois jours à la Prison centrale de Constantinople avec bientôt six cents autres arméniens fichés par des indicateurs illettrés. Si certains sont liés aux partis insurrectionnels Hentchak et Dachnak ou même avec l'Ugab, la moitié des prisonniers ne sont que des homonymes apolitiques des intellectuels recherchés. Les circonstances exceptionnelles créent dans la prison une atmosphère d'insouciance irréelle autour des angoisses de chacun. Komitas est celui qui s'emploie à les réconforter. Après avoir été battu par un policier, alors qu'il s'approchait du puits, Komitas verra, halluciné, des policiers partout.
Comme plus de deux-mille-trois-cents journalistes, éditeurs, avocats, médecins, enseignants, ecclésiastiques, hommes de loi ou politiciens, il est soupçonné, en raison de son appartenance à un millet c'est-à-dire à une minorité religieuse, mais aussi ethnique, de soutenir une propagande favorable au traité de San Stefano, par lequel la province de Kars, à moitié arménienne, a été annexée en 1878 à la Transcaucasie, et à l'invasion en cours conduite par la Triple-Entente. Comme tous ces « suspects » ((tr) şüpheli), il tombe sous le coup d'une loi provisoire de déportation qui ne sera votée ad hoc que le 29 mai par le parlement Jeunes-Turcs.
Il est embarqué le 30 avril à 10:23, après dix heures d'attente à la gare de Haydarpaşa, dans un train de deux cent vingt personnes gardé par soixante-quinze soldats armés. Les gardiens se montrent plus brutaux après un changement de train.

#### 1ermai - 5 mai 1915: la prison d'Ayache
En gare de Sincan, banlieue d'Ankara, les passagers sont appelés, répartis en deux groupes et chargés par trois dans des chariots. Komitas est envoyé avec soixante-dix compagnons d'infortune à une prison située au-dessus du bourg d'Ayache, où ils arrivent tard dans la soirée. En fait de prison, il s'agit de l'étable de l'ancienne caserne, une pièce unique de sept mètres sur quatorze aux fenêtres barrées de poutres dans lequel il n'y a aucun mobilier. Il n'y a qu'un seul robinet et un seul cabinet. Les détenus ont à peine la place pour dormir, les chaussures pour seul oreiller, mais n'imaginent pas être en danger de mort.
En cellule, Komitas chante indéfiniment, comme une ritournelle, le même hymne paraliturgique du XVIIe siècle qu'il a harmonisé des années auparavant, Der Voghormia (Seigneur, prends pitié !) : « (...) donne la paix au monde (...) Sois le secours du peuple arménien délaissé ». Un gardien, agacé par cet acte de résistance, le frappe violemment à la nuque avec la crosse de son fusil.

#### 6 mai - 11 mai 1915: la résidence forcée de Tchanguerre
Komitas est rapidement transféré à Tchanguerre ((tr) Çankırı), l'antique Gangara en Paphlagonie, où le premier groupe parvient au bout de cinq jours, le 5 mai. Le prêtre est désespéré de devoir abandonner Siamanto, qu'il s'est promis de protéger sans imaginer qu'il sera assassiné deux mois plus tard discrètement, comme le seront un à un cent-trente-sept codétenus, dans un ravin des environs d'Ankara.
À Tchanguerre, les détenus, bientôt cent cinquante, sont assignés dans des chambres réquisitionnées chez l'habitant et entretenus aux frais de la communauté arménienne. Komitas s'y trouve bien traité et reste confiant. Il bénéficie des égards du gouverneur de la place, accède aux bains et peut célébrer la messe dominicale. Privé d'informations sur les déportations de masse qui ont déjà commencé à travers toute l'Anatolie, il n'a pas plus conscience que les détenus restés à Ayache du caractère « sans précédent » et planifié des opérations de police en cours ni que dans cette nouvelle persécution contre les Arméniens « il s'agit de toute autre chose ».
La femme d'un codétenu, le docteur Vahram Torkamian, a fait immédiatement intervenir un admirateur turc influent, qui prétexte des leçons de chants. Un télégramme ambigu daté du 7 mai et signé de Talaat Pacha, ministre de l'Intérieur de Saïd Halim Pacha, liste huit détenus à renvoyer « dans la maison du bonheur ». Les graciés sont informés le dimanche 9 mai. Komitas reçoit la nouvelle alors qu'il célèbre l'office. Il quitte Tchanguerre le 11.
Outre ces huit graciés, seuls seront libérés un détenu de nationalité bulgare et cinq autres en tant que ressortissants américains grâce à leurs liens familiaux et la diligence de l'ambassadeur des États-Unis Henry Morgenthau et de ses attachés, que le patriarche Zaven a alerté. Trente des prisonniers restant à Tchanguerre survivront. Les autres seront déportés en convois avec la population arménienne de Tchanguerre et massacrés sur la route d'Ankara à destination des déserts d'extermination (en) de Deir Zor en Syrie ottomane. Cinq, dont le poète francophone Daniel Varoujan et l’écrivain Roupen Sevag, seront lentement découpés au couteau le 12 octobre, près du village de Tuney, à quarante kilomètres au sud de Tchanguerre. La plupart des quatre-vingt-huit restants seront assassinés à Beynam (en), à trente-cinq kilomètres au sud d’Ankara.

### Vingt ans de silence

#### 1915-1918: libération et internement à Constantinople

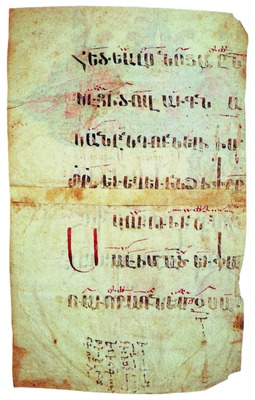
Exemplaire de manuscrit du X ponctué de khazes, cette notation neumatique qu'étudiait Komitas.

De retour dans sa maison de Pangalti (en), Komitas trouve sa bibliothèque pillée. Tous ses documents ont été mis en vrac sous séquestre. La presque totalité de ses travaux personnels, des années de travail, ainsi que de précieux manuscrits relatifs au système de notation musicale arménien du XIe siècle ont disparu. Toutefois, il se montre paradoxalement enjoué et optimiste. Ce n'est qu'a posteriori que la détention et la torture, morale plus que physique, révèleront une affectation profonde de son équilibre mental. Assailli de femmes qui l'interrogent sur leurs proches déportés, il se découvre survivant parmi des êtres chers et sombre dans un mutisme traumatique.
Au printemps 1916, il compose à la faveur d'une rémission les Danses Arméniennes et les Danses de Mouch, mais son état se dégrade de nouveau dès l'automne. C'est le moment où le plan d'extermination des trois quarts de la population arménienne de Turquie, entre un million et un million et demi de personnes, entre dans une phase systématique. Sur signalement d'amis, dont des médecins, Komitas est appréhendé par une équipe infirmière, à laquelle il résiste, et interné contre sa volonté dans une annexe de l'hôpital militaire de Chichli qui est l'hôpital de Notre Dame de la Paix, mission des sœurs de la Charité réquisitionnée le 18 novembre 1914.

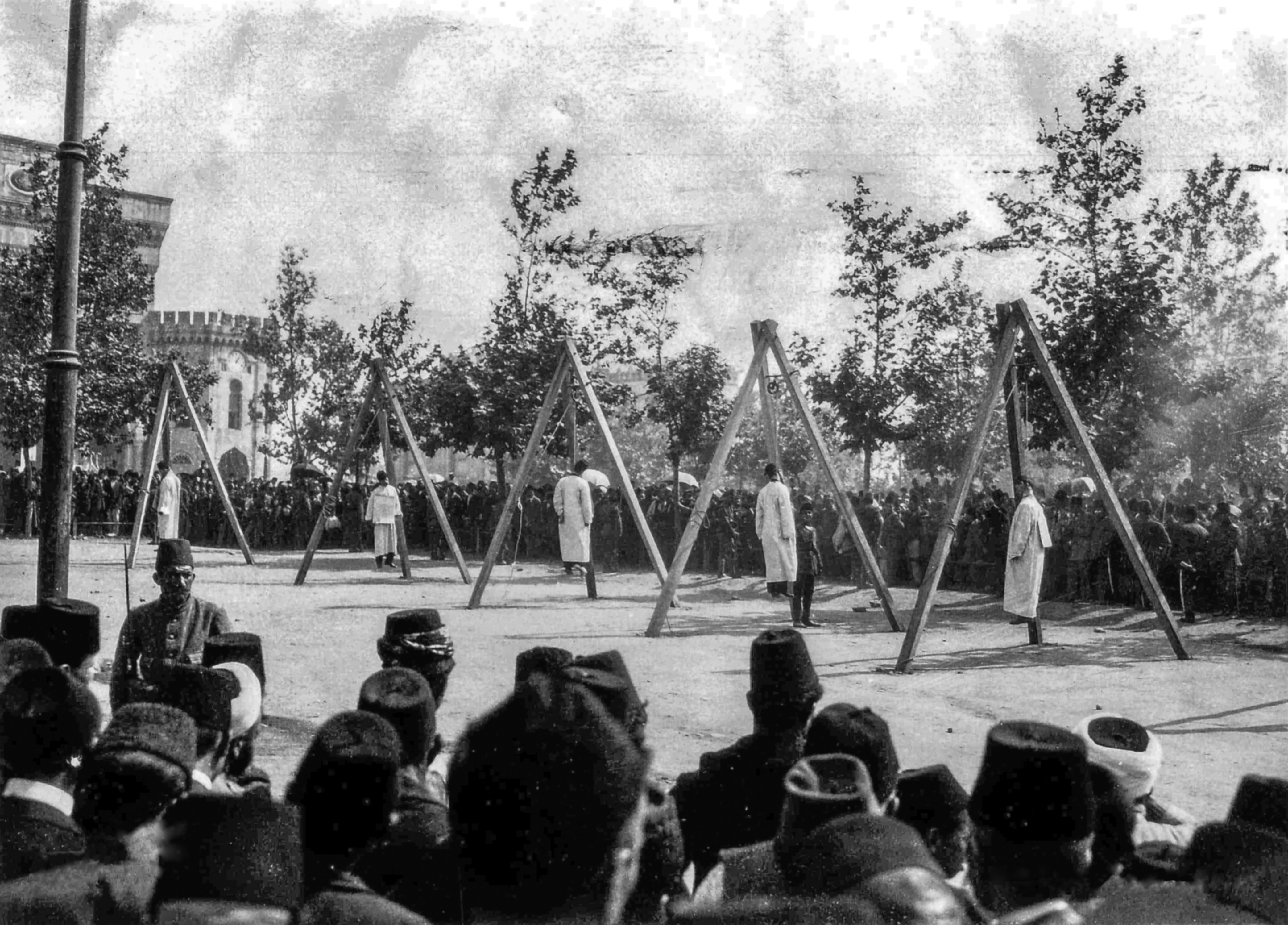
À Constantinople, les pendaisons publiques dans le square de la mosquée Bazajet, au cœur de la ville, commencent le 15 juin 1915 et se répètent jusqu'au-delà de 1916.

Son entourage le plus proche ayant fui la répression, persuadé d'être moins bien traité que les malades musulmans, refusant nombre de visites, il y est dans un abandon relatif jusqu'à l'armistice de Moudros et l'occupation de la capitale par les alliés.
Hors les murs, sa légende est déjà répandue dans les milieux artistiques. Thomas de Hartmann (en), un ancien élève de Rimski-Korsakov qui admire Komitas, le donne comme modèle à l'ésotériste Georges Gurdjieff, dont il est devenu le disciple. A Tbilissi, où il a fui avec son cercle la révolution, Gurdjieff, lui-même fils gréco-arménien d'un goussan, qui est une sorte de rhapsode, imite la démarche de Komitas en s'inspirant des mélodies folkloriques et en utilisant le genre mélodique pour composer, avec l'aide d'Hartmann (en), les musiques méditatives de ses danses sacrées (en).

#### 1919-1934: exil intérieur en France
Son état mental demeurant inchangé, un comité est constitué pour le faire soigner à Paris. Komitas quitte l'hôpital de Chichli en mars 1919 pour être admis en service libre à l'hôpital de Ville-Évrard à Neuilly-sur-Marne, dans le service façonné par l'aliéniste Paul Sérieux que dirige désormais le médecin-chef Joseph Rogues de Fursac. C'est là que sera interné en 1940 Antonin Artaud. Comme le patient est pris en charge à titre privé, liberté permise aux médecins des hôpitaux publics français, la revue parisienne Véradzenount coordonne une souscription, qui permet de rembourser à l'hôpital les frais de séjour. Le patient étant germanophone, une thérapie au Burghölzli, à Zurich, auprès du docteur Eugen Bleuler est envisagée, mais la somme récoltée ne le permettra pas.
En 1922, Komitas suit le docteur Fursac à l'« asile hospice » de Villejuif, que prendra en charge à partir de 1927 le professeur Paul Guiraud, spécialiste des traumatismes psychiques de la Grande guerre. Il y vit sereinement, sans soins particuliers ni symptômes patents, mais en entretenant une rancœur féroce à l'endroit de tout ce qui évoque la Turquie et en n'acceptant de recevoir que les visiteurs sans lien avec le passé, sinon sa famille proche, dont la tante qui l'a élevé.
En 1923, son disciple Nechane Serroyan crée à Paris une chorale religieuse masculine et la nomme Komitas. En 1931, celle-ci célèbre le soixantième anniversaire du révérend père par un concert auquel s'associe le chœur arménien Sipan, que dirige à Paris Sako Hakopian.

#### 1935: décès prématuré
Le père Komitas décède prématurément[réf. nécessaire] à l'hôpital psychiatrique de Villejuif le 22 octobre 1935. Son corps est inhumé en présence d'Archag Tchobanian en Arménie, au plus fort des Grandes Purges staliniennes. Les autorités soviétiques voient d'un mauvais œil le retour d'un « curé » dans sa patrie. Le tombeau n'est pas dressé dans un cimetière, mais dans un parc de Chengavit, arrondissement d'Erevan, un lieu choisi pour la circonstance et consacré à la gloire nationale. Ce sera désormais le Panthéon arménien. Le poète Yéghiché Tcharents, absent parce qu'assigné à résidence, lui élève, entre deux injections de morphine, son œuvre majeure, Requiem Æternam en mémoire de Komitas. Deux ans plus tôt, il lui dédiait un poème :

« Tout ce qu'il a jadis eu ton peuple

Dans son passé — lumineux et noble,

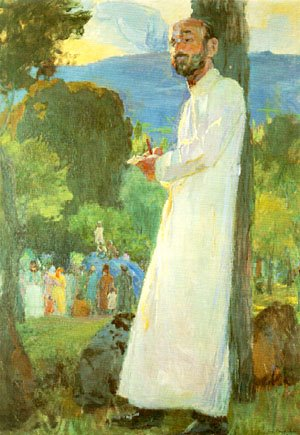
Portrait posthume par.

Ce qu'il a ces jours, désir et pensée —

Il l'a réuni, il te l'a donné. —
Donné, pour que toi, tout ceci, mêlé

À ces jours, saisi d'une profonde foi, —

Tu tendes au délire rêvé du futur,

Que tu restes pour toujours, grand et aimé. — »

— Yéghiché Tcharents, Le Livre du Chemin, le 10 août 1933.
Dès l'année suivante, à Paris, les chœurs Komitas et Sipan fusionnent pour créer et diffuser la musique du maître, tâche conduite successivement par Ara Bartevian, Kourken Alemshah, Garbis Aprikian et Haig Sarkissian jusqu'à ce jour. Ses manuscrits, transférés après guerre de Paris au gouvernement soviétique d'Arménie, sont conservés à Erevan depuis 2015 au Musée Komitas.

## Œuvre ethnomusicologique

### La refondation de la musique nationale
Komitas est reconnu comme ayant apporté beaucoup à la musique arménienne. Il en a posé les fondements grâce à ses longues recherches ethnomusicologiques auprès des peuples de son pays. Le poète Avetik Issahakian a défini avec pertinence l'apport de Komitas à la culture arménienne :

« Il n'a écrit ni opéra, ni oratorio, et pratiquement aucune aria ou romance. Il laisse pourtant une œuvre plus grande que s'il avait réalisé tout cela, car il a découvert notre chant national et a posé les bases de notre culture musicale nationale. Avant lui, certains, Arméniens et non-Arméniens prétendaient que le peuple arménien est dépourvu de musique nationale, que son chant est un mélange fait d'emprunts aux musiques européenne, turque et kurde.
Komitas a mis tout son travail et sa force créatrice à faire la démonstration du contraire. Il a prouvé l'existence autonome d'une musique authentiquement arménienne, issue de l'âme du peuple arménien et parvenue jusqu'à nous à travers les siècles. Pour cela, il est remonté aux racines du chant arménien, à celui du paysan, du travailleur, au chant populaire de la plaine d'Ararat, du Chirak, de Van et de Mouch. Il l'a abordé avec le cœur, comprenant que l'essence de la musique arménienne est à rechercher au tréfonds des chants populaires. Il fallait simplement la nettoyer de la rouille étrangère, des rajouts superflus qui l'avaient dénaturée au fil du temps. […] C'est ainsi qu'il a débarrassé nos chants populaires des éléments hétérogènes qui les encombraient, qu'il les a purifiés puis élevés et portés au niveau d'un trésor national, au même titre que l'architecture ou l'épopée Sassountsi David. »

### La méthode ethnographique de Komitas

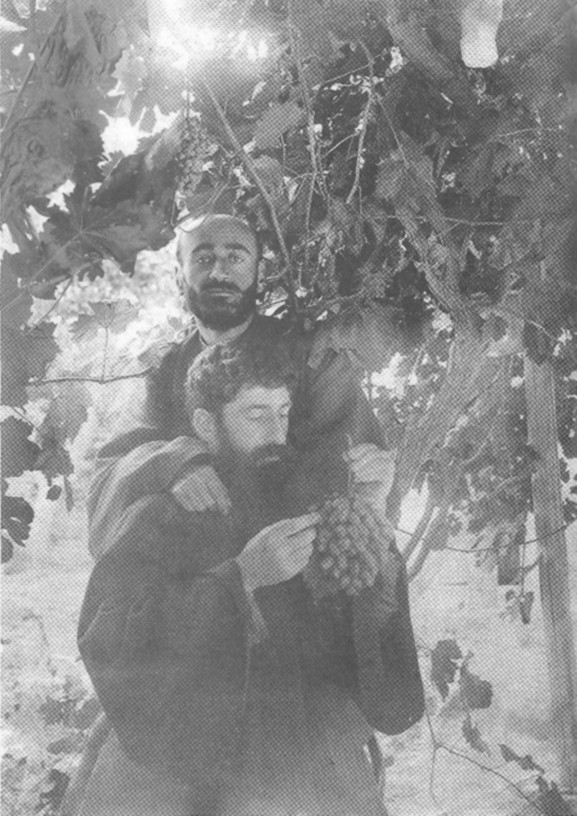
Le Père Komitas en 1901 au séminaire d'Etchmiadzin, d'où il mène ses campagnes ethnomusicologiques.

Komitas organise son travail de façon très ordonnée, ce qui n'est pas sans rappeler les principes de la recherche scientifique. En effet, dès 1899, le compositeur se fait ethnographe, et traverse son pays en vue de recueillir autant de musiques populaires que possible. De ville en ville, de village en village, parcourant toutes les régions arméniennes, il prend de nombreuses notes sur tout ce qu’il peut entendre. Avide de récolter la musique la plus naturelle qui soit, il se cache même parfois pour observer les chanteurs sans être vu. En bien des points, ceci pourrait le rapprocher d’un explorateur se cachant pour observer des bêtes sauvages.
Ainsi, il arrive à relever sur le vif des centaines de mélodies de tous styles, musiques instrumentales, chants rituels, chants de fête, chants funèbres, mais aussi des dizaines de danses qu’il consigne dans ses tablettes. Pour noter la musique, il n’utilise pas les notes traditionnelles, mais les « khaz ». Il s’agit d’un système de notation vieux de plusieurs centaines d’années en Arménie, mais qui s’était plus ou moins perdu au fil des siècles. Cette technique, qui exclut le principe de portée, se rapproche de la notation médiévale des neumes en Occident. Le compositeur a donc dû et su retrouver les principes de ce système, et l’utiliser pour collecter les musiques de son pays. Sur sa partition, Komitas indique également tous les gestes, et les respirations des chanteurs, qui, pour lui, font partie intégrante de la musique.
Grâce à cette façon de procéder, Komitas récolte sur quelques années plus de 1 200 pièces. Seulement dans un second temps, Komitas cherche à retranscrire ces chants dans leur pureté originelle, en les débarrassant des mots étrangers, et des notes « inutiles ». Son but est alors de retrouver le fondement même de cette musique. De son analyse ressortent de nombreux principes qu’il convient de décrire comme les bases de la musique savante arménienne.

### Les caractéristiques de la musique populaire mises à jour par Komitas
Les analyses de Komitas permettent de découvrir que la musique arménienne rustique se concentre dans de petits laps de temps, qui utilisent de courts motifs et de petites unités constructives. Les formes sont donc relativement simples, et se fondent sur quelques caractéristiques principales :
- la structure monothématique : un seul thème, répété, parfois légèrement différemment, parfois raccourci, d’autres fois rallongé, de temps en temps modifié par endroits. Cela se rapproche du principe de la variation ;
- une mélodie agencée selon des principes étrangers à la musique occidentale : le système de la musique populaire arménienne ne se fonde pas sur les deux modes majeur et mineur. Il est bâti sur l’enchaînement de tétracordes (quatre notes conjointes), qui en théorie peut se prolonger à l’infini, la dernière note de chaque tétracorde étant la première du tétracorde suivant. Cependant, en pratique, les musiques se limitent à l’enchaînement de trois à quatre tétracordes maximum, pour respecter l'ambitus de la voix humaine. Komitas a principalement récolté des chants lors de ses explorations ethnographiques ;
- des points d’appui mélodiques particuliers : du point de vue mélodique tout d’abord, la musique ne s’appuie pas, comme en Occident, sur la tonique, la dominante, et la sous-dominante, notes principales. La musique arménienne ne connaît pas ces points d’appui de la musique occidentale, mais possède ses propres notes phares : la tonique, tout d’abord, le mot étant employé différemment de la notion commune, puisqu’il ne s’agit pas nécessairement de la première note du mode. La seconde note la plus importante est la « note polarisée », souvent placée une tierce, ou une quarte au-dessus de la tonique, et qui, comme son nom le laisse entendre, polarise souvent une partie du morceau autour d’elle. La musique populaire arménienne est donc construite autour de deux notes que sont la tonique et la note polarisée ;
- Des rythmes irréguliers : par exemple, une mesure à 9/8 qui est normalement divisée en trois fois trois temps forts, ne suit pas ce schéma dans la musique arménienne : elle aura alors toutes les chances d’être divisée en 2, 2, 2, puis 3, les temps forts tombant au début de chaque chiffre. En outre, la musique populaire utilise assez fréquemment la polyrythmie, c’est-à-dire la superposition de plusieurs rythmes.

### Comment Komitas a utilisé ses découvertes pour créer ses propres compositions
Komitas s’inspire fortement de son travail d’ethnomusicologue pour rédiger sa propre musique, et ainsi créer le socle d’une musique savante en son pays. Néanmoins, s’il se sert de la musique populaire, cela ne lui suffit pas. Rappelons en effet que cette dernière est essentiellement monodique, c’est-à-dire qu’elle n’offre qu’une voix, et rarement un accompagnement. S’en tenir à la pure inspiration populaire limiterait donc considérablement les possibilités du compositeur. C’est ainsi que Komitas mélange forte inspiration populaire et techniques appropriées aux instruments modernes. Il convient d’abord d’analyser les caractéristiques de la musique populaire que l’on retrouve dans les compositions de Komitas, puis de voir dans un second temps en quoi elles diffèrent néanmoins de la pure musique populaire.
- Les traits caractéristiques de la musique populaire : Komitas joue sur la polyrythmie et les rythmes irréguliers. Par ailleurs, il tente de retrouver, adaptées au piano, des sonorités produites par certains instruments traditionnels. Ainsi, il utilise des indications peu communes. Lorsqu’il cherche par exemple à ce que l’interprète imite le son du daph (instrument traditionnel percussif semblable à un tambourin), il lui indique « comme le daph » sur la partition. D’autres fois, il trouve un effet qui, au piano, pourra rendre l’aspect de l’instrument qu’il cherche à imiter.
- Les ajouts de Komitas : Komitas a introduit dans ses compositions la bimodalité et la polymodalité, de sorte à enrichir l’écriture populaire. Il s’agit de superposer deux modes différents possédant la même tonique, mais des notes polarisées différentes. La musique ainsi créée peut donc accidentellement contenir par exemple des accords que l’on interpréterait comme majeurs, alors qu’en fait il est inapproprié d’analyser les choses ainsi. En effet, la musique née de superpositions de deux modes ne doit pas être comprise verticalement (d’où la mauvaise interprétation des accords), mais linéairement. Sinon, l’on risque de trouver des accords qui n’auront rien à voir avec la tonalité principale. La superposition de deux modes confère au tout une couleur très particulière, étrangère aux oreilles occidentales.
- L’un des autres procédés de Komitas est fort ingénieux, et consiste à éviter les accords et arpèges en tierces, de sorte à contourner le problème du choix entre majeur et mineur : il préfère construire ses accords en quartes ou en quintes, et ainsi ne donne aucune indication sur le fait que l’accord soit mineur ou majeur. Ceci contribue à créer une atmosphère particulière, entre majeur et mineur.

## Œuvre poétique
Écrits probablement entre 1905 et 1914, la petite centaine de poèmes arméniens de Komitas, apparemment destinés à être chantés, sont indissociables de son œuvre musicale. La plupart d'entre eux, demeurés à l'état de brouillons crayonnés, semblent inachevés, forme d'autant plus expressive.
Neuf poèmes en langue allemande, écrits par Komitas probablement entre 1897 et 1899 à Berlin durant ses études et mis en musique par ses soins, ont été retrouvés dans ses archives et chantés par la cantatrice Hasmik Papian.

## Publications

### Articles et partitions publiés de son vivant
- (hy) « Հայոց եկեղեցական եղանակները » (Les modes de la liturgie arménienne), in Ararat, Saint-Siège, Etchmiadzin, 1891.
- (de) « Das Interpunktionssystem der Armenier », in Sammelbände der Internationalen Musik, 1er année, cahier n° 1, n° 5, pp. 54-64, Internationale Musik Gesellschaft, novembre 1899.
- (de) « Armeniens Volkstümliche Reigentänze », in Zeitschrift für armenische Philologie, n° &, pp. 87-138, , Elwert, Marbourg, 1903.
- (fr) « Quatre mélodies arméniennes. », in Supplément au Bulletin français de la S. I. M, SIM, Paris, 15 novembre 1906  (ISSN 1763-7287).
- (fr) trad. A. Tchobanian, « La musique rustique arménienne », in Mercure musical n° 5, SIM, Paris, 15 mai 1907, réed. in Supplément au Bulletin français de la S. I. M, pp. 472-490, SIM, Paris, 15 mars 1908  (ISSN 1763-7287).
- (fr) « La Lyre arménienne, recueil de chansons rustiques, transcrites et harmonisées par Komitas wardapet, traduction française des paroles par Archag Tchobanian », E. Demets, Paris, 1907, 45 p.

### Éditions posthumes de manuscrits
- (hy) Anthologie de chansons populaires, A. Der-Sahakian, Alep, 1937, 527 p.
- (ru) V. Nersessian (ru), Musique sacrée et populaire d'Arménie., Erevan, 1941, réed. trad. Edouard Goulbekian, Armenian Sacred and Folk Music., Curzon Press, Richmond (Surrey), 1998, réed. Routledge, Londres, novembre 2013  (ISBN 0-7007-0637-2).
- (en) trad. S. Poladian, Armenian folk songs., UC Press, Oakland (Californie), 1942.
- (hy) Poèmes., Hayastan, Erevan, 1969, 96 p.
- (fr) trad. J.-Cl. Chabrier, "La Musique religieuse arménienne au XIXe siècle. Première période : 1839-1874.", in Revue des études arméniennes, n° XX, pp. 497-520, SEA[36], Paris, 1987.
- (hy) dir. G. Gasparian, Études et articles, vol. I, Sargis Xačenc̕, Erevan 2005, 518 p.  (ISBN 99930-59-42-0).
- (hy) dir. G. Gasparian, Études et articles, vol. II, Sargis Xačenc̕, Erevan, 2007, 574 p.  (ISBN 99930-59-42-0).
- (hy) Correspondance, GAT̕ hrat, Erevan, 2007, 270 p.  (ISBN 978-99930-60-79-6).

### Discographie
Dans l'ensemble de la discographie de Komitas, on retiendra par catégorie et ordre chronologique les enregistrements qui lui sont exclusivement, ou presque, consacrés:

#### Liturgie
- Komitas Vardapet, 1908 - 1912, réed. The Voice of Komitas Vartapet[38], Traditional Crossroads (en), 1995.
- Chœur mixte arménien de Paris, dir. Garbis Aprikian, Chants de la liturgie arménienne, SK 11 000, Association Sipan-Komitas, Paris, 1975,
 réed. partielle HM 40.5120, Harmonia mundi, Saint-Michel-de-Provence, 1982.
- Chœur de Sainte-Gayané, Divine Liturgy. Nvirum, NA 033CD, New Albion Records, San Francisco, 1989.
- Chœur du Théâtre Opéra d'Erevan, Patarag, С10 29297 004, Melodiya, Moscou, 1990, réed. CD 10 01844, Melodiya, Moscou, 2011.

#### Folklore
- Armenak Chakhmouradian (ru), Chants de Komitas, D022657-8, Mezhdunaródnaya Kniga, Moscou, ante 1939, réed. 33Д 022657—58, Melodiya, Moscou, 1968.
- R. P. Komitas, Œuvres chorales folkloriques arméniennes, Éditions de disques arméniens "La Voix De Paris" – P.A.I., Paris, 1965.
- dir. Petros Choudjounian (en), Mesrob Berejikian chante Gomidas, PRP-1602, Araz Productions, Vancouver, 1984.
- A. Arapian & V. Leterme (piano), Armenian Songs & Dances, DC CD 08, Dinemec Classics, Genève, 1995.
- Nor Dar[39], Opus of the Lizard[40], LM 005-2, Libra Music, Athènes, 1997.

#### Mélodies
- H. Topikian & Chœur de la radio arménienne (en), Music Of Komitas Vartabed[41], ARP (en), West Bloomfield (Michigan), décembre 2000.
- V. Artsuni (en) & philharmonie d'Arménie (en), Ten revelations, Armenia, 2002.
- H. Papian (soprano) & Vardan Mamikonian (piano), Hommage an Komitas, Audite (de), Detmold, 2005.
- A. Ra (en), Armen Ra Plays The Theremin[42], BFK-0001, Bowl & Fork Records, Pasadena, mai 2010.

#### Piano
- M. Mkhitarian, Danses pour piano-forte, 33 С 10—14009-10, Melodiya, Moscou, 1980.
- I. Bayrakdarian, S. Kradjian (en) (piano) & orchestre philharmonique arménien (en), dir. E. Toptchian (en), Gomidas - Songs, Nonesuch, New York, 2005.
- Ch. Arzrouni (en), Komitas - Complete Works for Piano, Kalan (en), Istanbul, 2012.

#### Instruments traditionnels
- Quatuor Chilingirian (en), Komitas - Aslamazian (en), MEG006, MEG Recordings, Erevan, 1997.

## Célébration

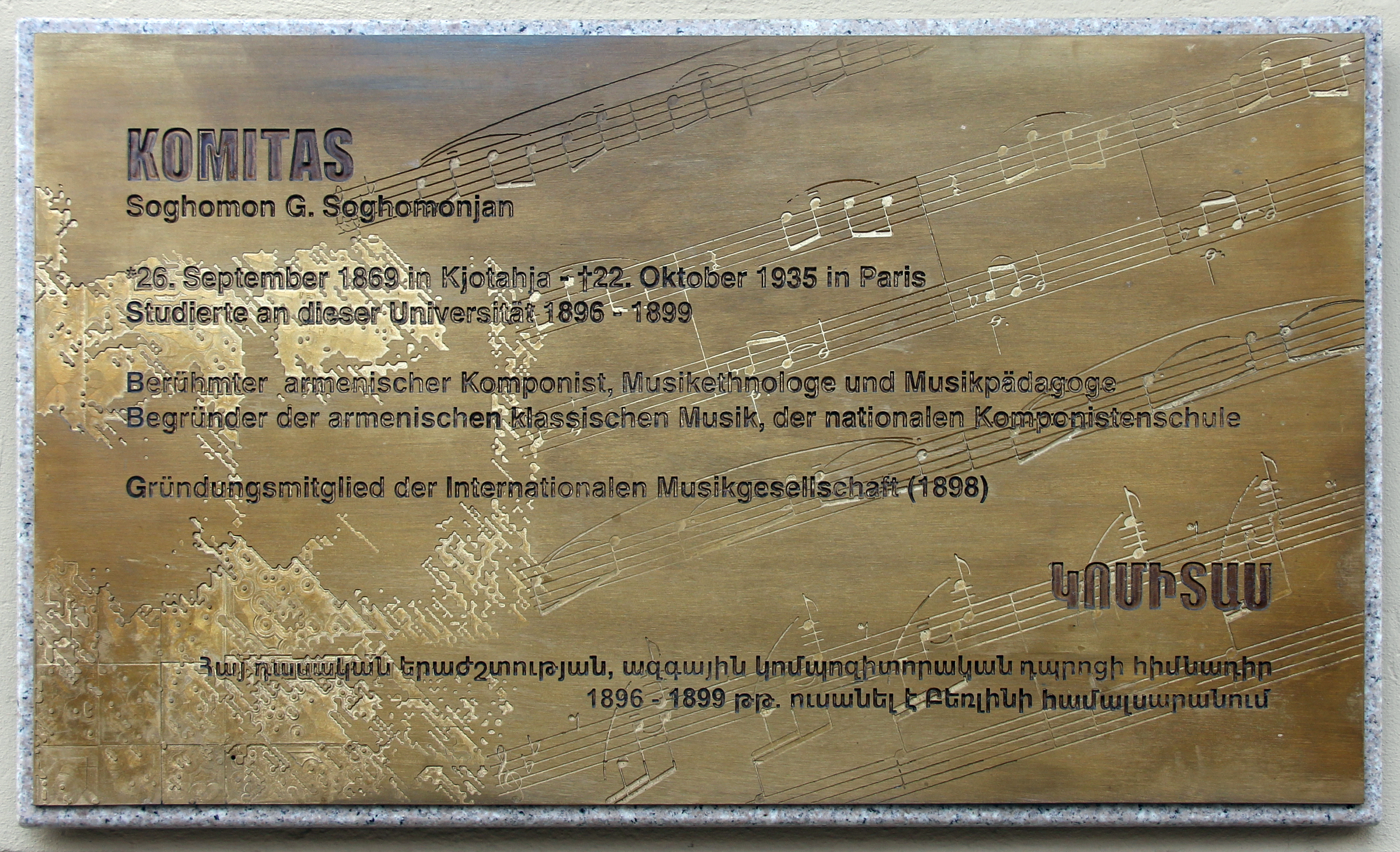
Plaque commémorative apposée à Berlin par l'Université Humboldt, ex Université Frédéric Guillaume où Komitas a étudié et contribué à la fondation de la Société internationale de musique.

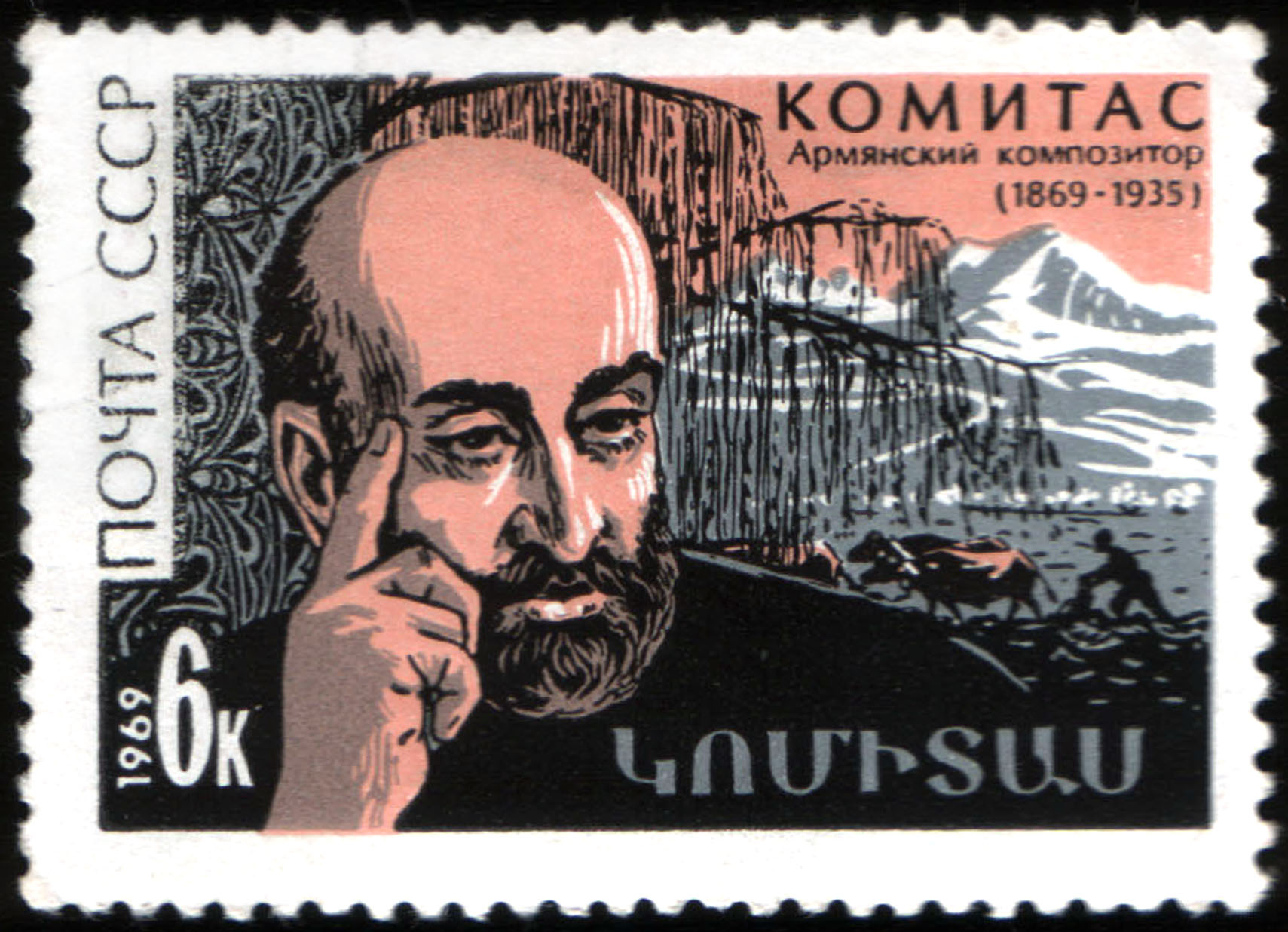
Timbre soviétique célébrant le centième anniversaire de la naissance du compositeur arménien.

En 1936, le parc de Chengavit où est enterré Komitas, renommé « Panthéon Komitas », est consacré par la municipalité d'Erevan cimetière des artistes arméniens. Il en accueille aujourd'hui les cendres de cinquante-neuf. Le jardin de l'évêché de Sainte-Etchmiadzin, situé au centre-ville de Vagharchapat à l'ombre de la cathédrale dont Komitas a été le cantor en titre de 1893 à 1909, est baptisé « square Komitas ».
Une chorale parisienne fondée de son vivant par Nechane Serroyan, un disciple, porte son nom. le Conservatoire de musique d'Erevan que Romanos Melikian a fondé en 1921 et qui se trouve aujourd'hui à côté de l'opéra d'Erevan a adopté le nom de Komitas, tout comme le Quartette du conservatoire de Moscou, quatuor à cordes fondé en 1924 et consacré à la musique arménienne.
L'artère principale (en) d'Arabkir, quartier d'Erevan, ainsi qu'une petite rue d'Alfortville portent son nom et une stèle a été posée à Chaville, ville où une partie de la diaspora arménienne s'est retrouvée, ainsi que dans ces voisines Sèvres et Issy. Des statues ont été érigées en sa mémoire, en particulier dans le jardin de l'hôpital Paul Guiraud à Villejuif, dont la destruction est à l'étude.

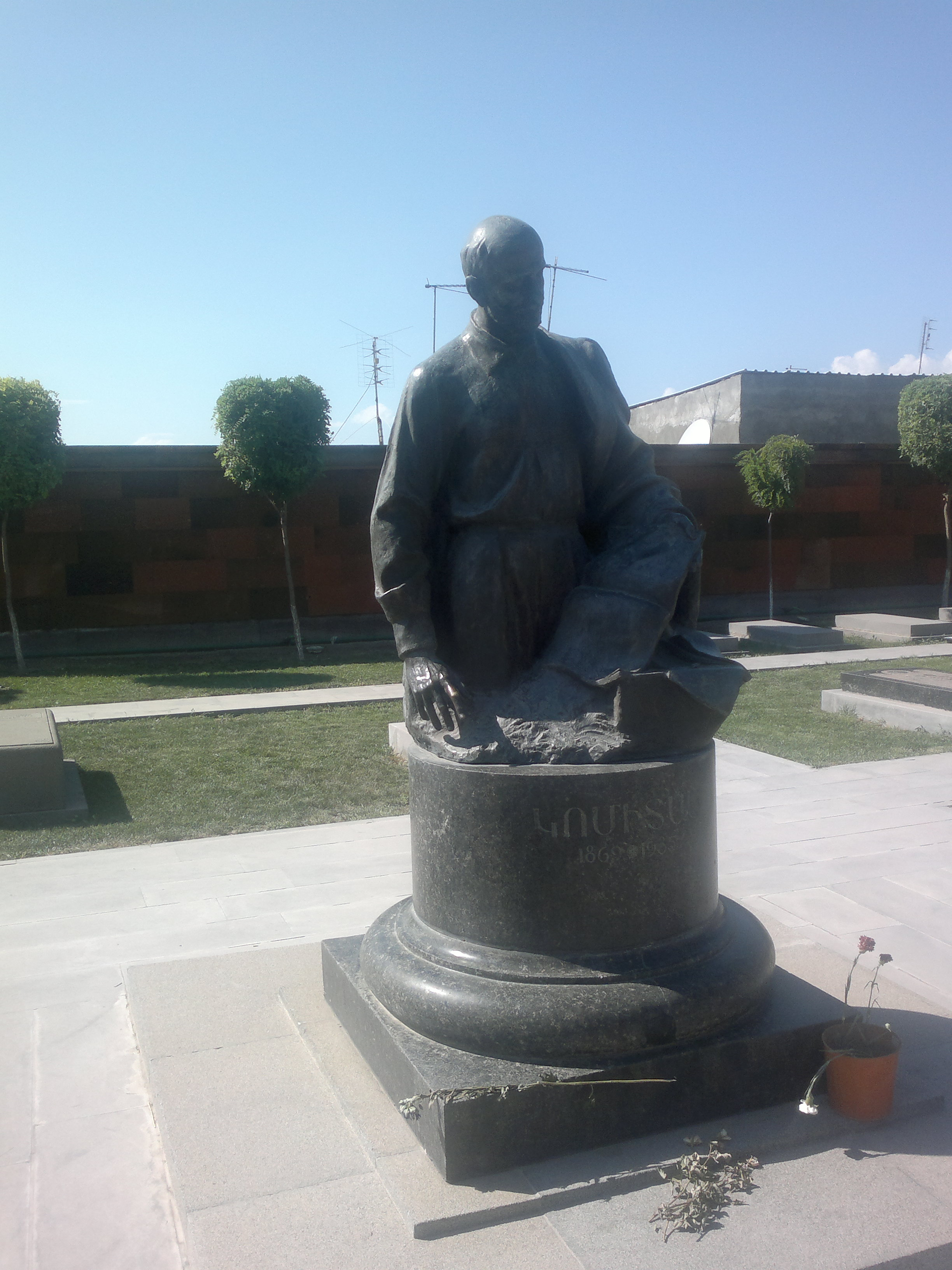
Tombeau de Komitas au Panthéon de Chengavit à Erevan.
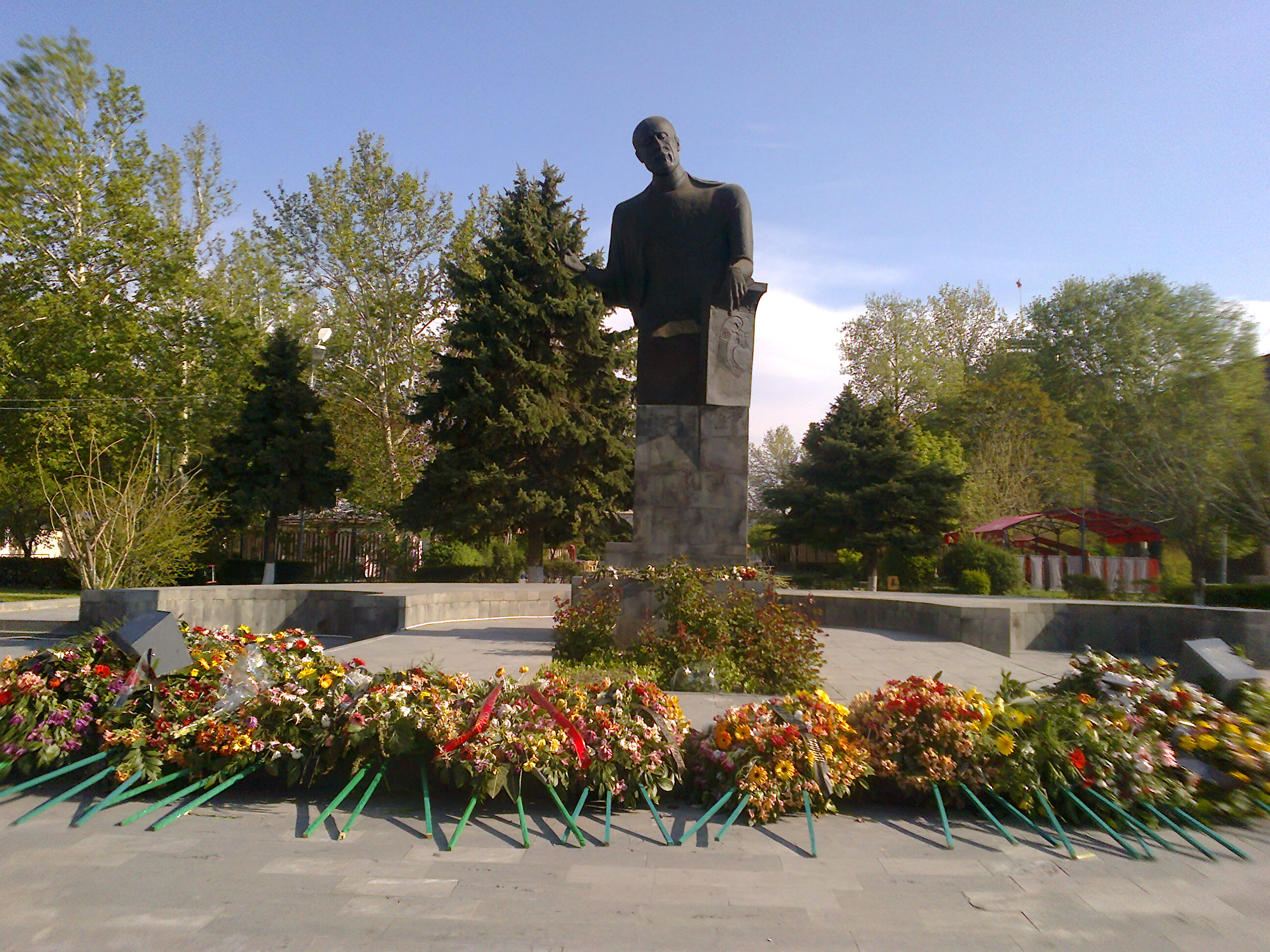
À Vagharchapat, la statue de Komitas, sculptée en 1969 par Ervand Kotchar, est régulièrement fleurie.
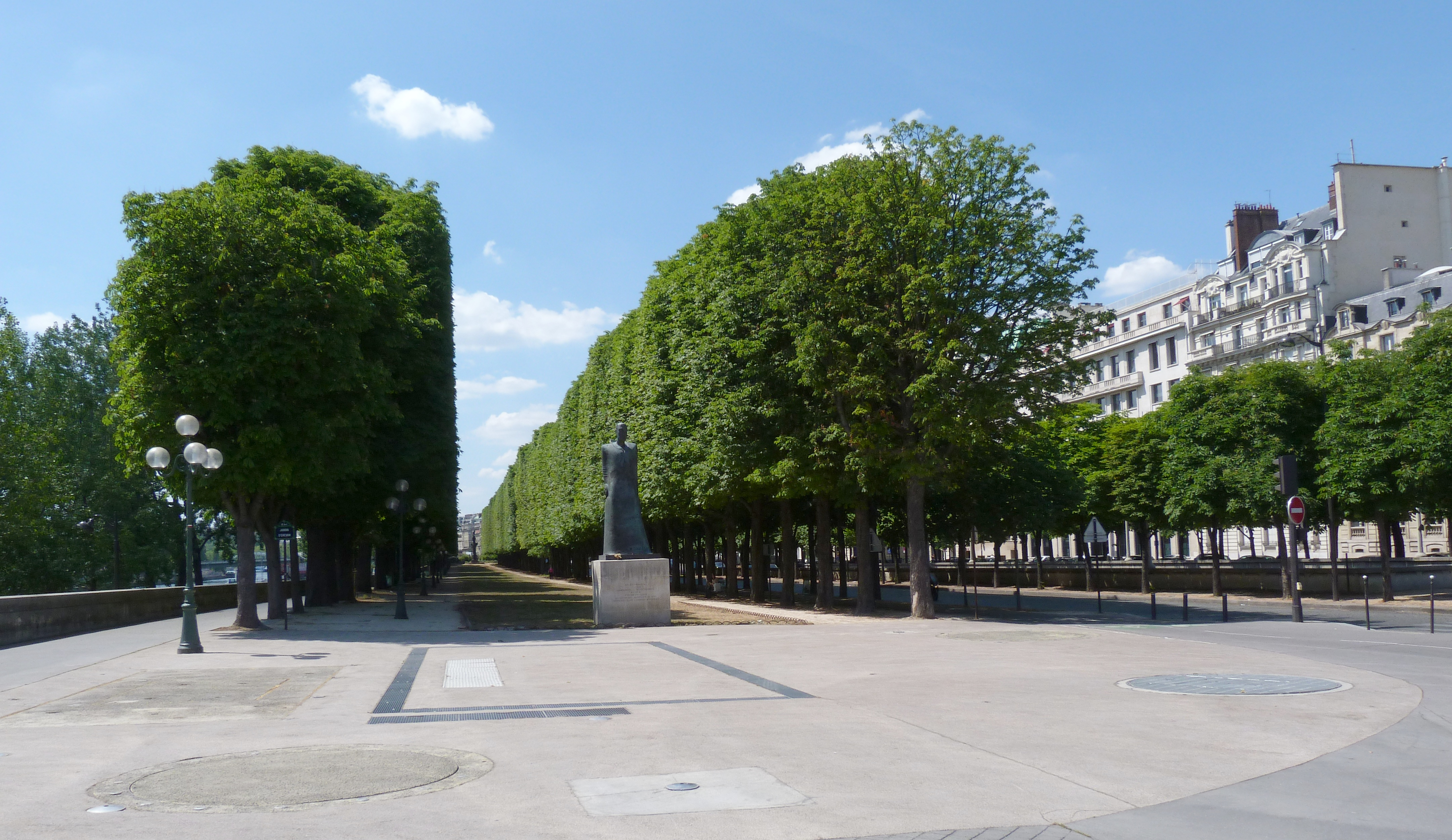
Monument en hommage à Komitas[44] inauguré en 2003 au bout du cours la Reine, à Paris.
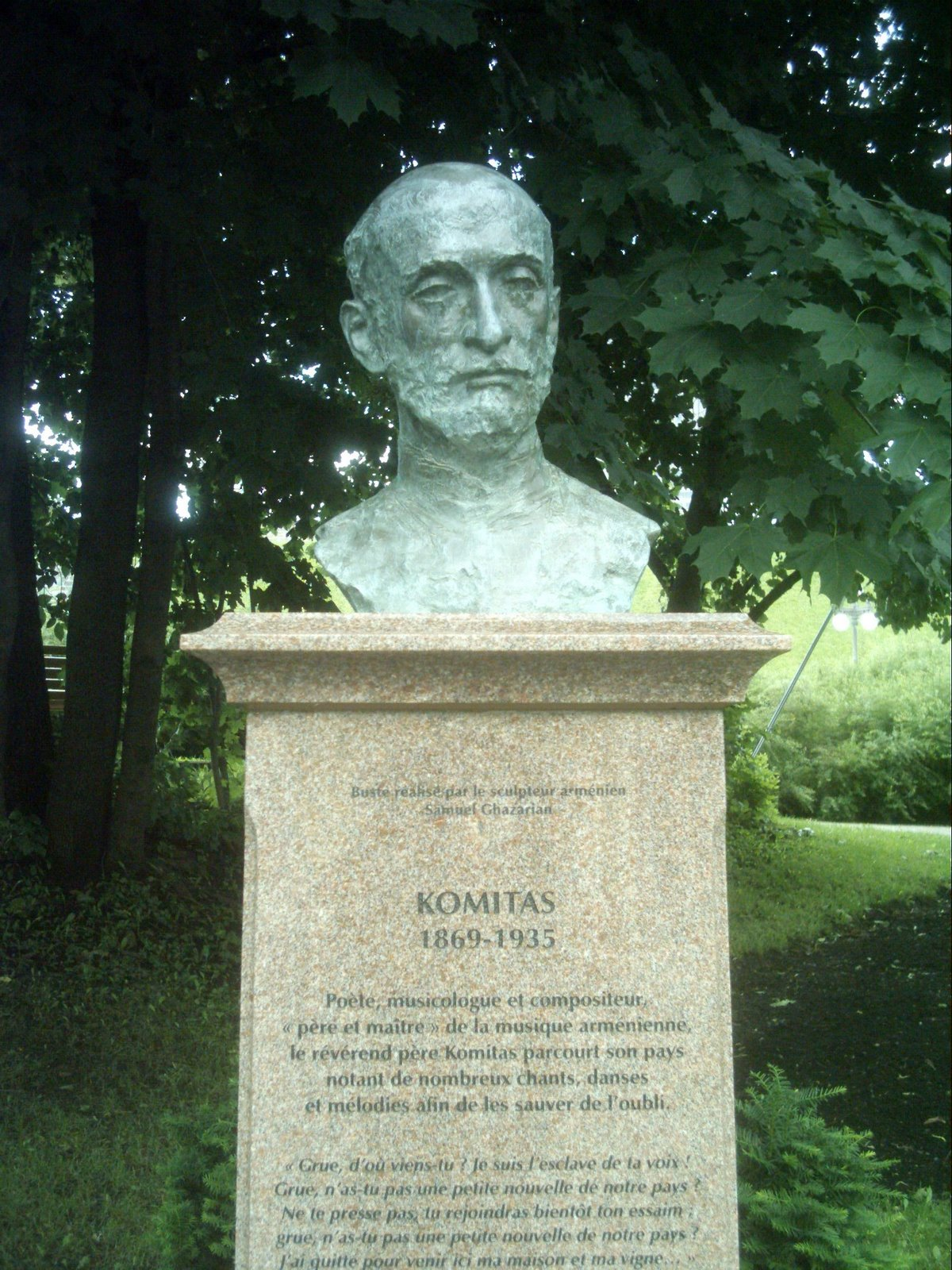
Buste en bronze de Komitas érigé à Québec, près de l'hôtel du Parlement, le 6 juillet 2008, quatre centième anniversaire de la fondation par Samuel de Champlain d'une habitation à Stadaconé.
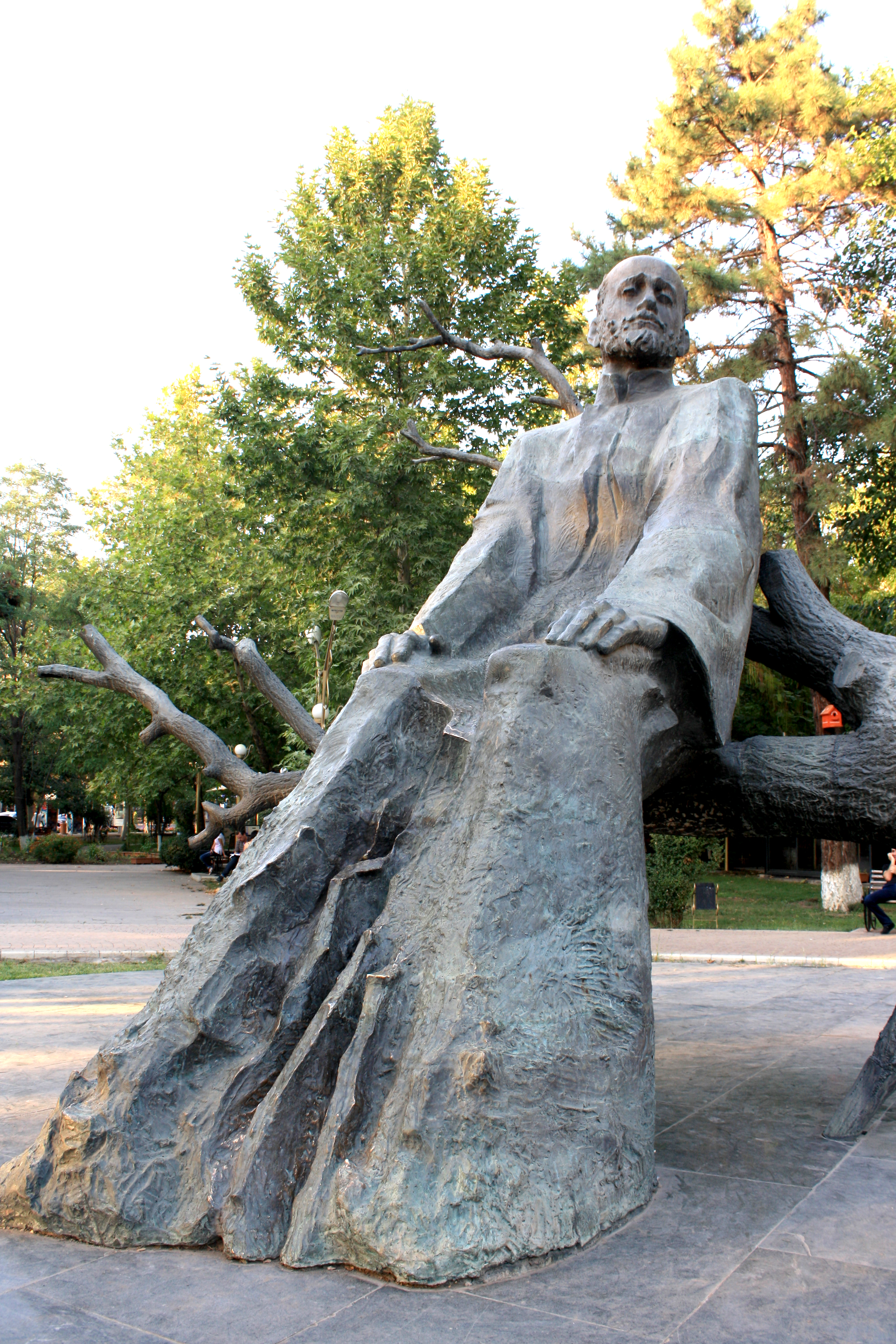
Statut de Komitas à Erevan.

En 1988, Don Askarian (de) lui consacre un film, Komitas, dans lequel le moine musicien est incarné par Samvel Ovasapian.
Le 29 janvier 2015, le gouvernement d'Arménie inaugure à Erevan le Musée Komitas. L'institut gère un musée, un centre de recherche, une salle de concert, un studio d'enregistrement, une bibliothèque et une maison d'édition.
En avril 2015, Komitas est déclaré Saint par l'Église Apostolique Arménienne.